# 加布羅山
84°42′S 173°0′W / 84.700°S 173.000°W
加布羅山是南極洲的山峰，位於杜費克海岸的羅斯冰架邊緣，處於巴雷特冰川和戈夫冰川之間，該山峰由新西蘭探險隊命名。